# Ecnomus tai
Ecnomus tai är en nattsländeart som beskrevs av Francois-Marie Gibon 1992. Ecnomus tai ingår i släktet Ecnomus och familjen trattnattsländor. Inga underarter finns listade i Catalogue of Life.